# RE/100
RE/100(영어: Reborn-One Hundred, 일본어: リボーンワンハンドレッド)는 반다이가 발매하는 프라모델 시리즈의 브랜드로 MG와 같은 사이즈의 1/100 스케일이면서 세련된 부품 설계로 조립의 용이성과 압도적인 박력이 양립하는 브랜드이다. 국내 프라모델 커뮤니티에서는 리백이라고 줄여 부르기도 한다. 일반판은 2014년 9월 13일 나이팅게일이 처음으로 발매되었고, 2019년 7월 20일 자쿠 II 改가 발매된 후로 일반판의 발매는 없는 상태이다.

## 같이 보기
- 건프라
- 마스터 그레이드 (MG)